# Pseudolampona jarrahdale
Pseudolampona jarrahdale är en spindelart som beskrevs av Norman I. Platnick 2000. Pseudolampona jarrahdale ingår i släktet Pseudolampona och familjen Lamponidae.
Artens utbredningsområde är Western Australia. Inga underarter finns listade i Catalogue of Life.